# Польський легіон у США

Монумент на честь легіону на місці його позицій під час битви під Геттісбургом

По́льський легіо́н в США (англ. 58th New York Volunteer Infantry Regiment або англ. Polish Legion) — військова частина сформована переважно з поляків під час громадянської війни в США. Командував нею Володимир Крижановський. Входила до складу Армії Союзу . 
Легіон був сформований 5 листопада 1861 р.
7 листопаду 1861 р. увійшов до складу 3-ї бригади дивізії Луїза Бленкера в Армії Потомаку. Надалі неодноразово змінював підпорядкування. Особовий склад легіону особливо відзначився під час найкровопролитнішої битви часів війни — битви під Геттісбургом.
2 березня 1865 р. президент Авраам Лінкольн присвоїв В.Крижановському військове звання бригадного генерала.
1 жовтня 1865 р. легіон було розформовано.
Напис на монументі:

| Дві роти полку тримали цю позицію 1 червня 1863 р. поки не відійшли до Cemetery Hill. Там вони з'єдналиля з іншими ротами і вступили в бій на другий та третій день. Після відсічі атаки передового загону билися в Геттісбургу. Втрати: вбиті - 2, поранені - 15, зниклі - 3, разом - 20. |

## Зовнішні посилання
- Civil War Archiv: 58th Infantry Regiment
- New York State Military Museum: 58th Infantry Regiment